# 장희웅 (축구 선수)
장희웅(1996년 10월 15일 ~ )는 대한민국의 축구 선수로, 포지션은 수비수이다.